# Щ

샤(Щ, щ) 또는 슈차 또는 슈타는 키릴 문자의 하나이다. 러시아어에서는 무성 치경구개 마찰음(/ɕː/)로 소리나며, 우크라이나어와 루신어에서는 /ʃʧ/, 불가리아어에서는 /ʃt/, 쿠르드어에서는 /d͡ʒ/로 소리난다. 로마자 표기로는 일반적으로 'shch'라고 적으며, 미국식 로마자 표기로는 'šč'라고 적는다.

## 오해
러시아어의 샤(Щ)는 영어 알파벳으로 옮겨적을 때 'sh'로 옮겨지는 샤(Ш)와 구분하기 위해 실제 음가와 다르게 'shch'로 적히는데, 이를 한국어로 옮겨 적을 때 오기가 많이 발생한다. 대표적인 예는 아래와 같다.
- 흐루쇼프 - Хрущёв의 영어식 표기는 Khrushchev 혹은 Khrushchyov인데, 이를 그대로 옮겨서 '흐루시체프' 혹은 '흐루시초프'라고 적는 경우가 많다.
- 보르시 - борщ의 철자를 영어식 표기로 그대로 옮긴 borshch를 그대로 한국어로 옮겨 '보르시치'라고 적는 경우가 많다.

## 컴퓨팅 코드
| 미리 보기       | Щ                             | Щ                             | щ                           | щ                           |
| --------------- | ----------------------------- | ----------------------------- | --------------------------- | --------------------------- |
| 유니코드 이름   | CYRILLIC CAPITAL LETTER SHCHA | CYRILLIC CAPITAL LETTER SHCHA | CYRILLIC SMALL LETTER SHCHA | CYRILLIC SMALL LETTER SHCHA |
| 인코딩          | 10진                          | 16진                          | 10진                        | 16진                        |
| 유니코드        | 1065                          | U+0429                        | 1097                        | U+0449                      |
| UTF-8           | 208 169                       | D0 A9                         | 209 137                     | D1 89                       |
| 수치 문자 참조  | &#1065;                       | &#x429;                       | &#1097;                     | &#x449;                     |
| KOI8-R, KOI8-U  | 253                           | FD                            | 221                         | DD                          |
| 코드 페이지 855 | 250                           | FA                            | 249                         | F9                          |
| 코드 페이지 866 | 153                           | 99                            | 233                         | E9                          |
| 윈도우 1251     | 217                           | D9                            | 249                         | F9                          |
| ISO-8859-5      | 201                           | C9                            | 233                         | E9                          |
| 매킨토시 키릴   | 153                           | 99                            | 249                         | F9                          |

## 같이 보기
- Ŝ(로마 문자)
- Ş(로마 문자)
- Ш(키릴 문자)